# أبو الريش قبلي
قرية أبو الريش قبلي هي إحدى القرى التابعة لمركز أسوان في محافظة أسوان في جمهورية مصر العربية.